# Circamarca
Centro Poblado de Circamarca se encuentra al sur de Huamanga, aproximadamente a 3.5 horas de viaje. Es parte del distrito de Huancaraylla, provincia de Víctor Fajardo y departamento de Ayacucho. Cuenta con la administración del gobierno municipal del Centro Poblado de Circamarca. Limita al norte y oeste con Llusita, al este y sur con el distrito de Huancaraylla y la provincia de Víctor Fajardo (Huancapi); y se encuentra a una Altitud 3537 m s. n. m. Por otro, a lo largo del territorio se tiene desde la región natural Yunga hasta Janca o Cordillera. Considerado oficialmente como la Ciudad Ecoturística desde noviembre de 2015, ello por las aguas cristalinas - turquesas y del río Millpu.

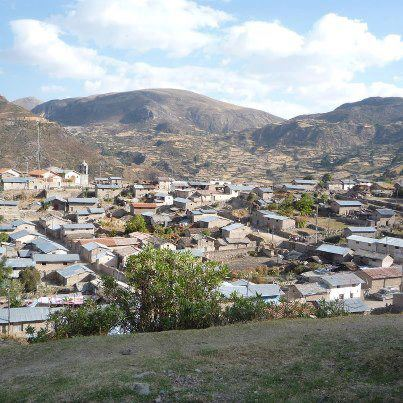
Circamarca, centro poblado.

## Origen
Circamarca es reconocida como centro poblado de Circamarca desde mayo del 2009 con ubigeo 051009 y resolución R.S. s/n. Es creado como comunidad campesina el 30 de mayo de 1945. A la fecha cuenta aproximadamente con 1650 familias y 270 viviendas. Inscrito el 11 de enero de 1990 con ficha N° 0085.

## Lengua
Su lengua natural es el mismo del primer gran imperio Tahuantinsuyo, (Quechua). Sin embargo, esta lengua fue heredada del segundo gran imperio Wari.

## Autoridades actuales
Presidente: ANDRES PABLO JIMENEZ PERIODO 2025-2026;
y alcalde del Centro Poblado: Pedro Huauya.

## Bienestar social

### Organización educativa
Cuenta con 3 unidades educativas Inicial, Primaria y Secundaria. En su mayoría de los egresados de secundaria migran a la Universidad Nacional San Cristóbal de Huamanga, en un porcentaje menor continúan su estudios en la   Universidad Nacional Mayor de San Marcos y la Universidad Nacional de Ingeniería, solo a en pocos casos siguen sus estudios universitarios en otras universidades del interior y exterior del país.

### Centro de salud
Tiene una posta médica que brinda con la necesidades básicas de la salud.

### Deporte
La población puede practicar fulbito en la loza deportiva del Centro Poblado y fútbol en estadio de la I.E. 38484.

## Organización religiosa
La población profesa la fe Católica y Evangélica.

## Fuente de ingreso económico
Su principal actividad económica de Circamarca es la agricultura, la ganadería; sin embargo, en los últimos años se viene promoviendo el turismo y la piscicultura. Para las nuevas fuentes de ingreso se aprovecha el río Millpu.
Las Aguas Turquesas de Millpu, hoy en día es uno de los primeros destinos turísticos de la región.

## Fiesta tradicional
Se rinde homenaje al agua, esta fiesta patronal  se realiza el 8 de setiembre. Esta fiesta costumbrista es en honor a la VIRGEN DE COCHARCAS patrona de 
```
Circamarca, la cual para estas fechas atrae a turistas de todos los lugares del Perú así como del exterior del país para disfrutar de las costumbres y tradiciones.

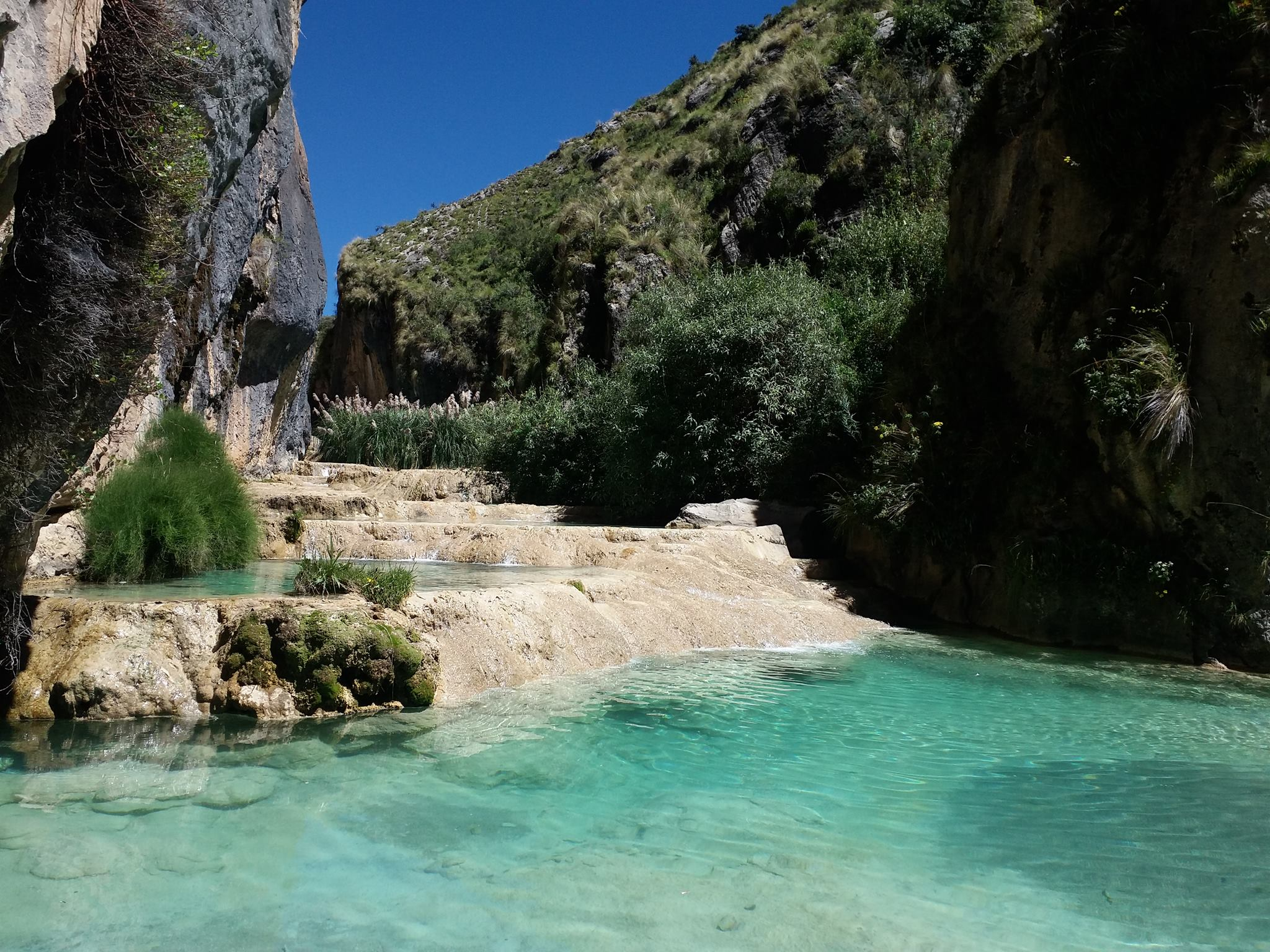
Piscinas naturales de color turquesa. Ubicado en el río Millpu, colindante entre Circamarca y Huancaraylla.

```

## Atractivos turísticos

### Aguas turquesas de Millpu y piscinas naturales
Circamarca cuenta con “piscina y cataratas naturales del río Millpu”, esta naturaleza de color turquesa, se aprecia durante la ausencia de lluvias; y es apto para realizar turismo, más recomendable aún durante la fiesta patronal de Circamarca que se realiza el 8 y 9 de setiembre de cada año. En la actualidad es uno de los primeros de la región y posicionándose en el atractivo del turismo nacional e internacional.
En la actualidad es administrado por la comunidad a través de su Empresa Comunal Circamarca (ECOCIRCA), la cual es conformado por una Junta de Administración y su gerencia general.
La oficina central se encuentra ubicado en la plaza principal de Circamarca, donde se encuentra la gerencia general, que actualmente es liderado por el señor Sixto Sánchez Condori.
Zona Gastronomica  de Millpu,Los recreos gastronómicos se encuentran a unos metros del estacionamiento Pata Ccocha, quienes  ofrecen diferentes platos a base de trucha, son emprendoras de la comunidad de Circamarca
```
 Trucha frita
 Chicharron de trucha
 Ceviche de trucha
 Parrilla de trucha
 Duos y trios al gusto del cliente
```

Las Aguas Turquesas de Millpu, tiene las siguientes tarifas con previa edifiticación de DNI/Carnet de extranjería o pasaporte:
a) Nacional
```
 Entrada general:            S/ 10.00 ,  de 13 a 65 años         
 Niños:                      S/ 05.00 ,  de 6 a 12 años          
 Estudiantes:                S/ 10.00 ,  colegio con previa solicitud de la I.E. y superior con carnet de estudiante    
 Adultos mayores:            S/ 05.00 ,  mayores de 60 años
 Personas con discapacidad:  S/ 00.00 ,  con carnet de CONADIS, con derecho a un acompañante. 
 Entrada distrital:          S/ 00.00 ,  con presentación de DNI (dirección actual de Huancaralla, Llusita y Circamarca)
```

b) Extranjero (a)
```
 Entrada general:            S/ 15.00 ,  mayores de 6 años y estudiantes en general
```

### Mirador y ruinas de Quinchaku
Además se tiene la zona arqueológica de Quinchaku que su vez en un mirador, desde esta ubicación se puede apreciar las provincias de Cangallo y Víctor Fajardo, así como también a las ruinas de Vilcashuaman y la montaña Tinka.
- Datos: Q21503342
- Multimedia: Circamarca / Q21503342